# Badlands Guardian
Badlands Guardian, toponyme anglais signifiant littéralement en français « gardien des badlands », est le nom d'une petite ravine dans des badlands de l'Alberta, au Canada, et dont une vue aérienne avec le bon éclairage et le bon angle de vue donne, par paréidolie, le profil d'un Autochtone avec une coiffe de plumes.

## Évocations
Cette curiosité géologique est mentionnée dans l'Atlas Obscura et dans la série documentaire pseudo-scientifique américaine Alien Theory (saison 12, épisode 2).